# Grande Terre (Nova Caledónia)
Grande Terre é a maior e principal ilha da Nova Caledónia, território francês na Oceania.
O explorador britânico James Cook avistou Grande Terre em 1774 e chamou-lhe "Nova Caledónia", sendo Caledónia um nome latino para algumas partes do norte da atual Escócia. Depois, o nome de "Nova Caledónia" foi usado para designar Grande Terre e as ilhas circundantes.
A maior localidade em Grande Terre é Numea, a capital da Nova Caledónia. Localmente Grande Terre é também designada como "Le Caillou", a Rocha.
Grande Terre está orientada de noroeste a sudeste e tem 16372 km2, 350 km de comprimento e entre 50 a 70 km de largura. Uma cadeia montanhosa percorre toda a ilha, com cinco picos de mais de 1500 metros de altitude. O ponto mais alto é o monte Panié, de 1628 metros de altitude.